# Тетиевская городская община
Тетиевская городская община (укр. Тетіївська міська громада) — территориальная община в Белоцерковском районе Киевской области Украины. До 2020 года входила в бывший Тетиевский район.
Административный центр — город Тетиев.

## География
Тетиевская городская община находится в юго-западной части Киевской области и граничит с двумя областями Винницкой и Черкасской. Город Тетиев расположен в 150 км от столицы Украины города Киев, 180 км от международного аэропорта «Борисполь», расстояние до автодороги международного значения М-05 — 34 км.
Площадь общины составляет 757,78 км², население — 48 336 человек (2020), до расширения — соответственно 442,97 км² и 21 481 человек.

## История
Тетиевская городская объединённая территориальная община образована 22 сентября 2017 в результате административно-территориальной реформы, в которую вошли Тетиевский городской совет и 13 сельских советов — Бурковецкий, Голодьковский, Горошковский, Дзвеняцкий, Дибривский, Михайловский, Ненадиховский, Росишковский, Скибинецкий, Стадницкий, Степовской, Тайницкий, Черепинский. Первые выборы состоялись 24 декабря 2017 года.
Летом 2020 года к городской общине были присоединены остальные сельские советы упразднённого Тетиевского района (Высочанский, Галайковский, Дениховский, Кашперовский, Клюковский, Кошевский, Одайпольский, Пятигорский, Тележинецкий сельсоветы), включённого в Белоцерковский район.

## Населённые пункты
В состав общины входят 1 город (Тетиев) и 32 села:
| - Бурковцы - Высокое - Галайки - Голодьки - Горошков - Григоровка - Дениховка - Дзвеняче - Дибровка - Дубина - Кашперовка | - Клюки - Кошев - Михайловка - Молочное - Ненадиха - Одайполь - Перше Травня - Погребы - Пятигоры - Реденькое - Росишки | - Скибинцы - Софиполь - Стадница - Степовое - Тайница - Тарасовка - Тележинцы - Хмелевка - Черепин - Черепинка |

С конца 2017 до июня 2020 года к общине относились 1 город и 19 сел: Бурковцы, Голодьки, Горошков, Григорьевка, Дзвеняче, Дибровка, Дубина, Михайловка, Ненадиха, Первое Мая, Реденькое, Росишки, Скибинцы, Стадница, Степовое, Тайница, Тарасовка, Черепин и Черепинка.

## Образование, здравоохранение и спорт
Образование
На территории Тетиевской общины действуют 15 учреждений общего среднего образования, 10 дошкольных учебных заведений, Центр внешкольного образования, инклюзивно-ресурсный центр.
12 мая 2019 официально открыт инклюзивно-ресурсный центр, который создает достойные условия обучения и воспитания для детей с особыми потребностями в образовании. Центр защищает право детей на качественное образование, получение профессии и полноценной общественной жизни.
Коммунальное предприятие «Социальный центр» предоставляет услуги социального такси для перевозки людей на колясках.
Здравоохранение
Тетиевская центральная районная больница. Работает отделение восстановительного лечения, в который вошли кабинет озокеритолечения, ЛФК, массажа, механотерапии, спелео-терапии, физкабинеты.
КП «Центр первичной медико-санитарной помощи» Тетиевского городского совета обеспечивает первичное звено медицины, семейную медицину Тетиевской общины. В состав КП «ЦПМСП» входят поликлиника, 2 амбулатории общей практики семейной медицины, 11 ФАПов, действует дневной стационар на 40 коек и неотложная помощь.
Спорт
Главным спортивным объектом общины является стадион «Колос» с футбольным полем европейского образца, полем для мини-футбола с искусственным покрытием, беговой дорожкой для легкоатлетов и уличными антивандальными тренажерами.
В городе занимается танцевальный коллектив «Сузирья», участники которого являются победителями различных украинских и международных турниров. Действует секция каратэ, гребля на байдарках и каноэ, биатлон, легкая атлетика. Ежегодно в Тетиеве проходят Чемпионат Украины по каратэ и Чемпионат Киевской области по биатлону.

## Культура и достопримечательности
Культурно-образовательную работу в Тетиевской общине осуществляют 17 домов культуры и клубных учреждений, 9 коллективов художественной самодеятельности, имеющих статус народного, которые популяризируют общину на Украине, 19 библиотек, Тетиевская детская музыкальная школа, Тетиевский историко-краеведческий музей.
Архитектурные памятники национального значения
- Часовня семьи Свейковских, г. Тетиев;
- Свято-Покровская церковь с. Скибинцы;
- Свято-Михайловская церковь с. Росишки.

Церкви
Свято-Успенская церковь
Свято-Николаевская церковь
Церковь евангельских христиан-баптистов
Церковь адвентистов 7-го дня
Зал царства «Свидетели Иеговы»
Независимая поместная церковь христианская Нового Завета «Живое слово»
Храм Всех святых
Римско-католическая парафия Всех Святых в Тетиеве.

## Экономика
Экономическую часть общины составляет группа разноотраслевых производств — сочетание аграрно-промышленных комплексов с группой предприятий, преимущественно местного значения.
В городе работает много производственных предприятий, как государственной, так и частной форм собственности, специализирующихся в таких областях:
— переработка сельскохозяйственной продукции и производство пищевых продуктов — ГП «Стадницкий спиртзавод», ООО «Тетиевский пряник», Тетиевский комбикормовый завод ООО «Вектор», ГК «ТАК-Агро», ООО «Дибривка агросервис»;
— текстильное производство — украино-венгерское СП ООО «Гулливер-Интернешнл».
В Тетиевской ОТГ ежегодно проходит одна из крупнейших выставок сельскохозяйственной техники на Украине — «Битва агротитанов». Организатором мероприятия выступает Всеукраинский аграрный совет и ГК «ТАК-Агро».

## Города-побратимы и внешние связи
Города-побратимы
Город Тетиев имеет положительный опыт сотрудничества с иностранными общинами. В частности, Тетиев является городом-побратимом городу Жоры, Силезского воеводства Республики Польша. Установлены партнерские отношения с Тетиевской диаспорой города Кливленд Соединенных Штатов Америки. Заключено соглашение о партнерстве между государственным самоуправлением украинцев Венгрии и городом Тетиевом.
Города-побратимы на Украине:
Чортков — город областного значения в Тернопольской области Украины. 12 мая 2019 Тетиев и Чортков стали городами-побратимами.
Славутич — город областного подчинения в Киевской области, расположен на левом берегу Днепра. 15 июля 2017 Тетиев и Славутич стали городами-побратимами.
Внешние связи
Участие в ассоциациях:
Ассоциация городов Украины
Ассоциация малых городов Украины.
Ассоциация объединённых территориальных общин.
Ассоциация «Энергоэффективные города Украины».
Ассоциация общин местной демократии (соучредитель).
Ассоциация инвестиционно-привлекательных городов (соучредитель)
Является участником международных инициатив:
Инициативы Европейской Комиссии «Соглашение мэров».
Инициативы Европейского Комиссии «Мэры за экономический рост».
Подписанные меморандумы:
Киевский областной экспертный центр энергоэффективности.
Планировочные документы:
Инвестиционный паспорт
Социально-экономический паспорт
План социально-экономического развития общества на 2019—2020 годы
Стратегия развития Тетиевской ОТГ до 2023 года
План местного экономического развития
План действий устойчивого энергетического развития и климата Тетиевской ОТГ до 2030 года
План устойчивого экономического развития до 2030 года
Победы
— Kyiv Smart City Forum 2019 в номинации «Открытый инновационный город» за успешное привлечение граждан к процессам управления городом на основе использования информационно-коммуникационных технологий
— ЭКО-Оскар в рамках форума стейкхолдеров зелёной энергетики ЭКО трансформация 2019
— Тетиевская городская община занимает высокие рейтинговые места (2 место в Киевской области и 9 место по Украине) институциональной способности и устойчивого развития малых и средних общин Украины
— Проект «Е-решения для общин» при поддержке U-lead с Европой 2019
— Проект «Цифровая община» при поддержке U-lead с Европой 2018
— Проект «Смарт Общество — Создаем вместе». Агентство инновационного устойчивого развития и ресурсоэффективности 2018
— Первый раунд Фазы Внедрения направления по улучшению качества предоставления административных услуг для населения программы «U-LEAD с Европой» 2018.

## Родились
- Байракивский Анатолий Иванович (* 1935) — украинский учёный, кандидат исторических наук, профессор.
- Лаврентий Похилевич (1816—1893) — украинский краевед.
- Билеуш Домна Николаевна — заслуженный учитель Украины, основатель музея истории г. Тетиев.
- Борсук Николай Александрович (* 1947) — украинский политик.
- Бура Ольга Анатольевна (1977—2004) — украинская телеведущая и модель. После её смерти в 2004 году она была похоронена на местном кладбище.
- Гирш Турий — руководитель еврейской самообороны Тетиева 1919—1920 годов.
- Григорий Кирилюк — писатель.
- Гуменюк Виктор Александрович (1990—2015) — старший солдат Вооруженных сил Украины, участник русско-украинской войны.
- Давид Фишман (1917—1991) — профессор-физик, Герой Социалистического Труда, лауреат Ленинской и Государственной премий Советского Союза.
- Дудун Татьяна Владимировна (1967) — украинский географ-картограф, кандидат географических наук, доцент географического факультета Киевского национального университета имени Тараса Шевченко.
- Зима (Буженецкая) Галина Ивановна (1944) — украинский учёный-экономист, кандидат экономических наук, профессор Полтавского университета экономики торговли имени Михаила Туган-Барановского.
- Костецкий Борис Иванович (1910—1991) — украинский учёный в области качества поверхности металлов, надежности и долговечности машин.
- Рогаль Виталий Сергеевич — народный художник России.
- Яаков Орланд (1914—2002) — израильский поэт, переводчик, драматург[4].
- Фил Спитални (1890—1970) — музыкант, музыкальный критик, композитор, лидер женского джазового оркестра в США[5].
- Теслюк Георгий Михайлович (1979—2016) — врач волонтёр, участник русско-украинской войны.
- Сухацкий Леонид Андреевич (1969—2015) — старший сержант Вооруженных сил Украины, участник русско-украинской войны.
- Марценюк Юрий Григорьевич (1960—2014) — солдат Вооруженных сил Украины, участник русско-украинской войны.